# Aslaug Vaa

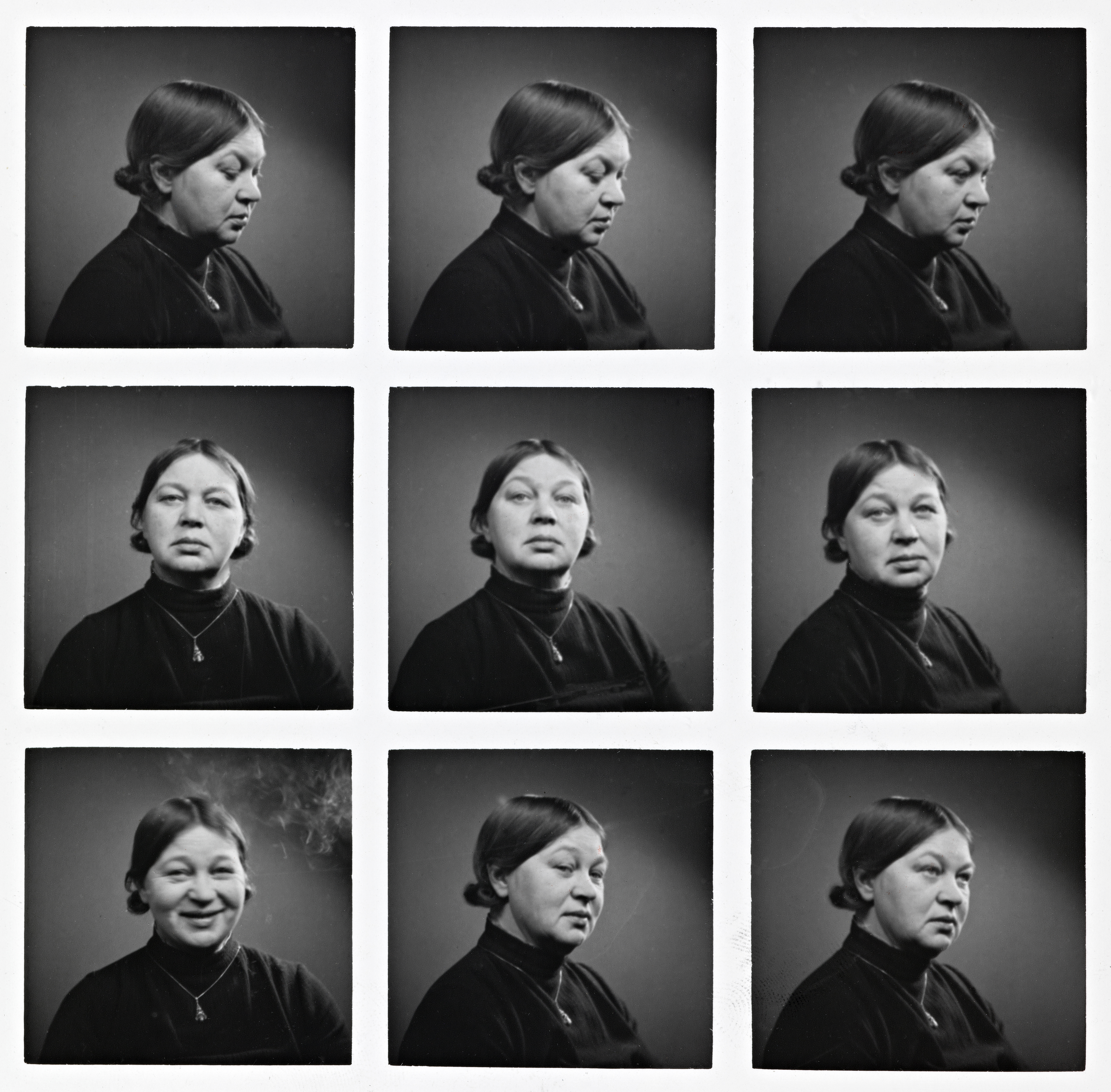
Aslaug Vaa

Aslaug Vaa (Rauland, 25 augustus 1889 - Oslo, 28 november 1965) was een Noorse dichter en toneelschrijfster.

## Biografie
Aslaug Vaa werd geboren in Rauland, een plaatsje in de Noorse provincie Telemark. Ze debuteerde in 1934 met de gedichtenbundel Nord i leite. Ze was getrouwd met de Noorse psycholoog en schrijver Ola Raknes. 
Haar gedicht So rodde dei fjordan werd vaak voorgelezen op de radio, kwam ook voor in diverse bloemlezingen en werd door de Noorse componist Geirr Tveitt op muziek gezet. Vaa's gedichten kenmerken zich door de nadruk op de lokale traditie, het landschap en op taal, maar ook internationale invloeden zijn merkbaar.

## Selecte bibliografie

### Toneelstukken
- Steinguden (1938)
- Tjugendagen (1947)
- Honningfuglen og leoparden (1965)
- Munkeklokka (1966)

### Gedichten
- Nord i leite (1934)
- Skuggen og strendan (1935)
- Villarkonn (1936)
- På vegakanten (1939)
- Fotefár (1947)
- Skjenkarsveinens visurry (1954)
- Bustader (1963)